# Omphalogramma vinciflorum
Omphalogramma vinciflorum är en viveväxtart som först beskrevs av Adrien René Franchet, och fick sitt nu gällande namn av Adrien René Franchet. Omphalogramma vinciflorum ingår i släktet Omphalogramma och familjen viveväxter. Inga underarter finns listade i Catalogue of Life.

## Bildgalleri

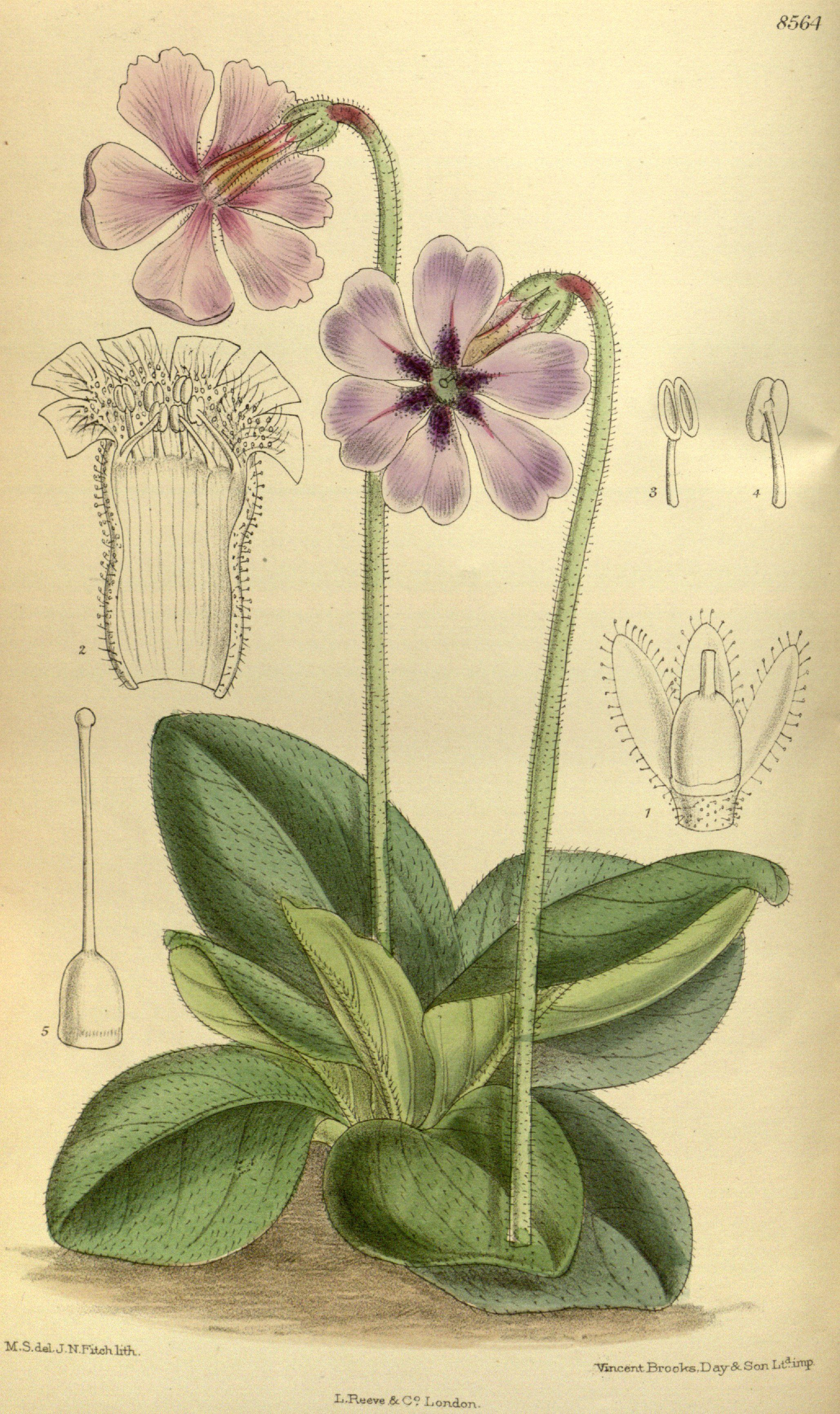